# Gianandrea Noseda
Gianandrea Noseda (Sesto San Giovanni, 23 de abril de 1964) é um maestro italiano. Destacado internacionalmente por sua atuação em repertórios operístico e sinfônico, ocupa atualmente os cargos de diretor musical da Orquestra Sinfônica Nacional dos Estados Unidos, em Washington, D.C.; diretor musical geral (Generalmusikdirektor) da Ópera de Zurique; maestro convidado principal da Orquestra Sinfônica de Londres; e diretor musical do Festival de Tsinandali, na Geórgia

## Biografia
Gianandrea Noseda nasceu em Sesto San Giovanni, na região da Lombardia. Estudou piano e composição no Conservatório de Milão, onde se graduou. Iniciou seus estudos em regência aos 27 anos de idade e aperfeiçoou-se com maestros como Donato Renzetti, Myung-Whun Chung e Valery Gergiev.
Seu début profissional como regente ocorreu em 1994, à frente da Orquestra Sinfônica de Milão Giuseppe Verdi. No mesmo ano, venceu o Concurso Internacional de Regência da Orquestra de Cadaqués, tornando-se seu regente principal.
Em 1997, passou a atuar como maestro convidado principal do Teatro Mariinski, em São Petersburgo. Também exerceu o cargo de maestro convidado da Orquestra Filarmônica de Roterdã e foi diretor artístico do festival Settimane Musicali di Stresa e del Lago Maggiore, na Itália, assumindo em 2001 a direção artística do Festival de Stresa.
Entre 2007 e 2018, foi diretor musical do Teatro Regio de Turim. Sob sua liderança, a companhia realizou sua primeira turnê pela América do Norte, com destaque para a apresentação no Carnegie Hall em dezembro de 2014. Em abril de 2018, Noseda anunciou sua renúncia ao cargo.
Em dezembro de 2001, Noseda foi nomeado regente principal da BBC Philharmonic, cargo que assumiu em setembro de 2002. Em julho de 2003, prorrogou seu contrato até 2008, e, em outubro de 2006, passou a exercer o cargo com o título de regente titular (chief conductor).
Durante sua gestão, a orquestra participou de um projeto inovador da BBC Radio 3, em 2005, no qual gravações ao vivo das nove sinfonias de Ludwig van Beethoven foram disponibilizadas gratuitamente online. A iniciativa gerou mais de 1,5 milhão de downloads e foi considerada um marco na difusão digital da música clássica. Noseda permaneceu na orquestra até o fim da temporada 2010–2011, passando a ser nomeado regente laureado.
Em fevereiro de 2016, foi anunciado como maestro convidado principal da Orquestra Sinfônica de Londres, a partir da temporada 2016–2017.
Fora do Reino Unido, ocupou a cadeira de regente convidado Victor de Sabata na Orquestra Sinfônica de Pittsburgh durante quatro temporadas e foi maestro convidado principal da Orquestra Filarmônica de Israel entre 2011 e 2020.
Em 2011, regeu pela primeira vez a Orquestra Sinfônica Nacional dos Estados Unidos (NSO), retornando em 2015 para nova participação. Em janeiro de 2016, foi nomeado diretor musical da NSO a partir da temporada 2017–2018, com contrato inicial de quatro anos. O contrato foi prorrogado em 2018 até a temporada 2024–2025, estendido novamente em 2022 até 2026–2027, e mais recentemente até 2031.
Noseda regeu pela primeira vez na Ópera de Zurique em maio de 2017, com uma produção de The Fiery Angel, de Sergei Prokofiev. Retornou posteriormente para conduzir uma encenação de Macbeth, de Giuseppe Verdi. Em julho de 2018, foi nomeado Generalmusikdirektor (diretor musical geral) da instituição, com início previsto para 2021, incluindo também a liderança de seu primeiro Ciclo do Anel de Richard Wagner. Em outubro de 2022, teve seu contrato prorrogado até a temporada 2027–2028.
Em 2019, tornou-se diretor musical fundador do Festival de Tsinandali e da Orquestra Juvenil Pan-Caucasiana, com sede em Tsinandali, na Geórgia.
Paralelamente à sua atuação em cargos fixos, Noseda também conduziu montagens operísticas em diversos teatros e festivais internacionais, incluindo o Festival de Edimburgo, o Maggio Musicale Fiorentino, o Metropolitan Opera House, o Teatro alla Scala, a Royal Opera House e o Festival de Salzburgo.

## Gravações e reconhecimento
Gianandrea Noseda tem uma extensa discografia, em especial com a BBC Philharmonic, para o selo Chandos Records. Entre os compositores cujas obras gravou com a orquestra britânica estão Sergei Prokofiev, Luigi Dallapiccola — incluindo a estreia fonográfica da Partita —, Antonín Dvořák, Franz Liszt, Mieczysław Karłowicz, Alfredo Casella, Dmitri Shostakovich, Sergei Rachmaninoff e Ottorino Respighi.
Além desses projetos, Noseda iniciou a gravação de um ciclo completo das sinfonias de Dmitri Shostakovich com a Orquestra Sinfônica de Londres e de um ciclo sinfônico de Ludwig van Beethoven com a Orquestra Sinfônica Nacional dos Estados Unidos, ao lado das cinco sinfonias de George Walker.
Pelas suas contribuições à vida artística italiana, foi condecorado com o título de Commendatore al Merito della Repubblica Italiana. Em 2015, foi eleito "Maestro do Ano" pela revista norte-americana Musical America. Recebeu ainda o prêmio de "Melhor Maestro" no International Opera Awards de 2016 e no Oper! Awards de 2023.